# Compsognathus
Compsognathus („pěkná čelist“, z řeckého κομψός kompsos ‚pěkný/elegantní/stylový‘ a γνάθος gnathos ‚čelist‘) byl rod malého teropodního dinosaura. Žil na konci jurského období před asi 150 miliony let na území dnešní Evropy (fosilie tohoto dinosaura byly objeveny v německém Bavorsku (Solnhofen), francouzském departmentu Var a zřejmě i v Portugalsku). Formálně byl tento taxon popsán roku 1861. nejvíce dinosaurů žilo v období jura v Německu a Francii.

## Popis
Compsognathus byl od svého objevení v 50. letech 19. století dlouho znám jako nejmenší dinosaurus, jehož délka se pohybovala v rozmezí 70 cm až 1,4 m a hmotnost kolem 2,5 kg, teprve v posledních desetiletích pak byly objeveny ještě menší druhy dinosaurů. Tento malý teropod byl také prvním objeveným dinosaurem s téměř kompletní kostrou. Živil se drobnými obratlovci a je možné, že byl stejně jako jeho příbuzný Sinosauropteryx alespoň částečně opeřený.

## Paleobiologie
V roce 2007 byla s použitím počítačového modelu odhadnuta maximální rychlost v běhu tohoto drobného teropoda na 17,8 m/s (64,1 km/h), to je však téměř s jistotou přehnaná hodnota Pravděpodobnější je spíše maximální rychlost kolem 40 km/h.

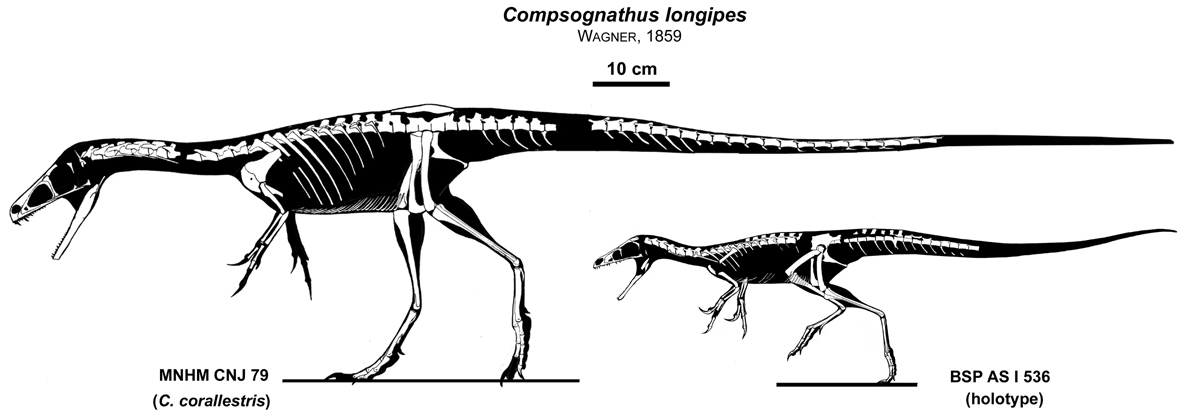
Compsognathus - siluety a kosterní diagramy dvou objevených druhů

## Holotyp
Holotyp tohoto teropoda byl popsán již roku 1859. V jeho břišní dutině byl objeven poslední "oběd" v podobě malého ještěra, který byl dlouho označován jako Bavarisaurus macrodactylus. V roce 2017 však byla publikována studie, která tento taxon označuje za nový druh, který dostal vědecké jméno Schoenesmahl dyspepsia.